# جينغ وانغ
جينغ وانغ (بالإنجليزية: Jing Wang) هي عالمة اجتماع وعالمة نفس أمريكية، ولدت في 5 يوليو 1950.